# Джафф, Ханна
Джафф, Ханна, маркиза Гуадиаро (англ. Hanna Jaff, род. 4 ноября 1986, Сан-Диего, Калифорния, США) — телеведущая, политик, филантроп, лектор, активистка движения по защите прав человека, исполнительный продюсер и писательница. Известна как первая мексиканка, присоединившаяся к британской аристократии. Состоит в браке с лордом Франциско де Борхой Кейпо, 6-м маркизом Гуадиаро, старшим сыном 12-го графа Торено и Грандом Испании.

## Детство и образование
Ханна родом из города Тихуаны в Мексике, но родилась в Сан-Диего.
Джафф является отцовской фамилией, происходящей из курдского клана Джафф, который хорошо известен своей вовлечённостью в политическую деятельность курдов ещё со времён правительства Курдистана в 1114 году. Отец Ханны занимается бизнесом в области недвижимости и является членом правления Северного банка Ирака (это крупнейший частный семейный банк) и сыном Дауда Фаттах Ал Джаффа (известного также как Дауд Бег Джафф), крупнейшего собственника недвижимости Курдистана и лидера клана Джафф. Ханна является прямым потомком Леди Аделлы, Османа Паши Джафф, Махмуда Паши Джафф. Замок Шервана — их родовой дом.
Девичья фамилия её матери — Босдет, а материнская фамилия матери — Гонсалес. Босдет — родом из Англии, откуда иммигрировали в Канаду, а затем перебралась в Мексику в 1800-х годах. Гонсалес — родом из Испании, мигрировали в Мексику в 1800-х годах. Ханна — правнучка Карлоса Генри Босдет, женатого на англичанке и известного тем, что он был первым человеком, установившим и представившим телефон в Мексике. Мать Ханны родилась в Мексике.
После окончания средней школы в Сан-Диего Джафф получила в Национальном университете в Калифорнии степень бакалавра гуманитарных наук по психологии, а также специализацию по уголовному правосудию и политологии. Позже она получила степень магистра международных отношений в Гарвардском университете в Кембридже, штат Массачусетс. Кроме того, она периодически посещала Сорбонну в Париже, Королевский колледж в Лондоне и Колумбийский университет в Нью-Йорке, где проходила длительные программы как во время обучения, так и после получения диплома.

## Филантропия и активизм
Джафф выступала с докладами на трёх мероприятиях TED в Мексике, а также принимала участие в дискуссиях в Институте Милкена и в ООН.
В 2013 году она основала некоммерческую организацию Jaff Foundation for Education для обучения английскому языку иммигрантов и беженцев, которая проводит благотворительные мероприятия в поддержку иммигрантов и беженцев и кампании по борьбе с дискриминацией. По состоянию на 2016 год организация имеет представительства во всех крупных штатах Мексики и насчитывает более 7 тыс. активных волонтёров, которые помогают более чем 120 тысячам человек. Ради этой же цели Джафф самостоятельно опубликовала четыре книги по самостоятельному изучению английского языка и учредила стипендии, которые фонд предоставляет студентам.
В 2013 году она организовала первый в истории курдский фестиваль в Мексике, который стал крупнейшим среди проведённых за пределами Курдистана.
В 2017 году Джафф запустила линию одежды под брендом We Are One Campaign в поддержку жертв войны на Ближнем Востоке.
В 2021 году она была назначена послом доброты в рамках глобальной кампании ЮНЕСКО.
В 2022 году Джафф выступила исполнительным продюсером анимационного фильма: «Águila y Jaguar: Los Guerreros Legendarios».

## Политическая история
В 2013–2018 годах Джафф занимала ряд политических должностей общенационального уровня в Институционально-революционной партии Мексики и других организациях:
- 2017–2018: заместитель секретаря по связям с гражданским обществом в Национальном исполнительном комитете Институционально-революционной партии[35].
- 2015: кандидат в члены Федерального конгресса от Экологической партии зеленых Мексики[36][37].
- 2014–2015: Национальный генеральный секретарь Expresión Juvenil Revolucionaria в Институционально-революционной партии[38].
- 2013–2015: заместитель секретаря по делам иммигрантов в Национальном исполнительном комитете Институционально-революционной партии[39].
- 2013–2014: Генеральный секретарь по социальному управлению Революционного молодёжного фронта[35].
- 2013: посол по туризму штата Морелос, Мексика[40][41].

## Награды
Джафф имеет следующие награды:
- «Почетный представитель Гармийского Курдистана в Латинской Америке».

- «100 самых влиятельных женщин Мексики 2022» по версии Forbes.
- «Почётная активистка 2020 года» от 78-го округа Ассамблеи в Сан-Диего.
- «100 самых влиятельных женщин Мексики 2019» по версии Forbes.
- «10 самых влиятельных женщин штата Баха Калифорния» по версии газеты Infobaja.
- «30 самых успешных мексиканцев в возрасте до 30 лет» по версии журнала Entrepreneur.
- «200 лидеров завтрашнего дня в возрасте до 30 лет» по версии симпозиума Санкт-Галлена (Швейцария).

## Реальное телевидение
В августе 2018 года компания Netflix объявила, что Джафф станет одним из актёров телевизионного шоу «Сделано в Мексике», которое начало выходить в эфир 28 сентября 2018 года.

## Личная жизнь
Джафф вышла замуж за Гарри Ропер-Керзона в феврале 2020 года и развелась с ним два года спустя из-за финансового и бытового насилия с его стороны..
В сентябре 2022 года она вышла замуж за испанского аристократа, благороднейшего лорда Франциско де Борху Кейпо де Ллано, Гранда Испании, маркиза Гуадиаро, рыцаря Королевской Маестранцы Кавалерии Гранады и наследника графа Торено и других младших титулов.